# 玉汽集团
28°07′34″N 121°14′02″E / 28.12605°N 121.23400°E
浙江玉汽运输集团有限公司，简称玉汽集团，是中华人民共和国浙江省玉环市的一家汽车运输企业，其主要负责玉环市境内及沿线的公共交通运输服务。

## 沿革
1955年6月，玉环县第一条公路泽楚公路建成通车，浙江省交通厅公路运输局成立“楚门站”，隶属宁波运输处临海中心站管辖。1988年，管理体制改革，汽车站由临海分公司下放，成立县管国营的玉环汽车运输公司，主营公路客运，兼营货运。下辖楚门站、坎门站和车队。之后企业经营不善常年亏损，1997年5月，公司实施股份制改造，成立浙江省玉环汽车运输有限公司。玉环县人民政府参与重组组建浙江玉汽运输集团有限公司。2008年被命名为“台州市文明单位”，其下有玉环客运中心、玉汽长运、玉汽公交三大服务品牌。

## 图库

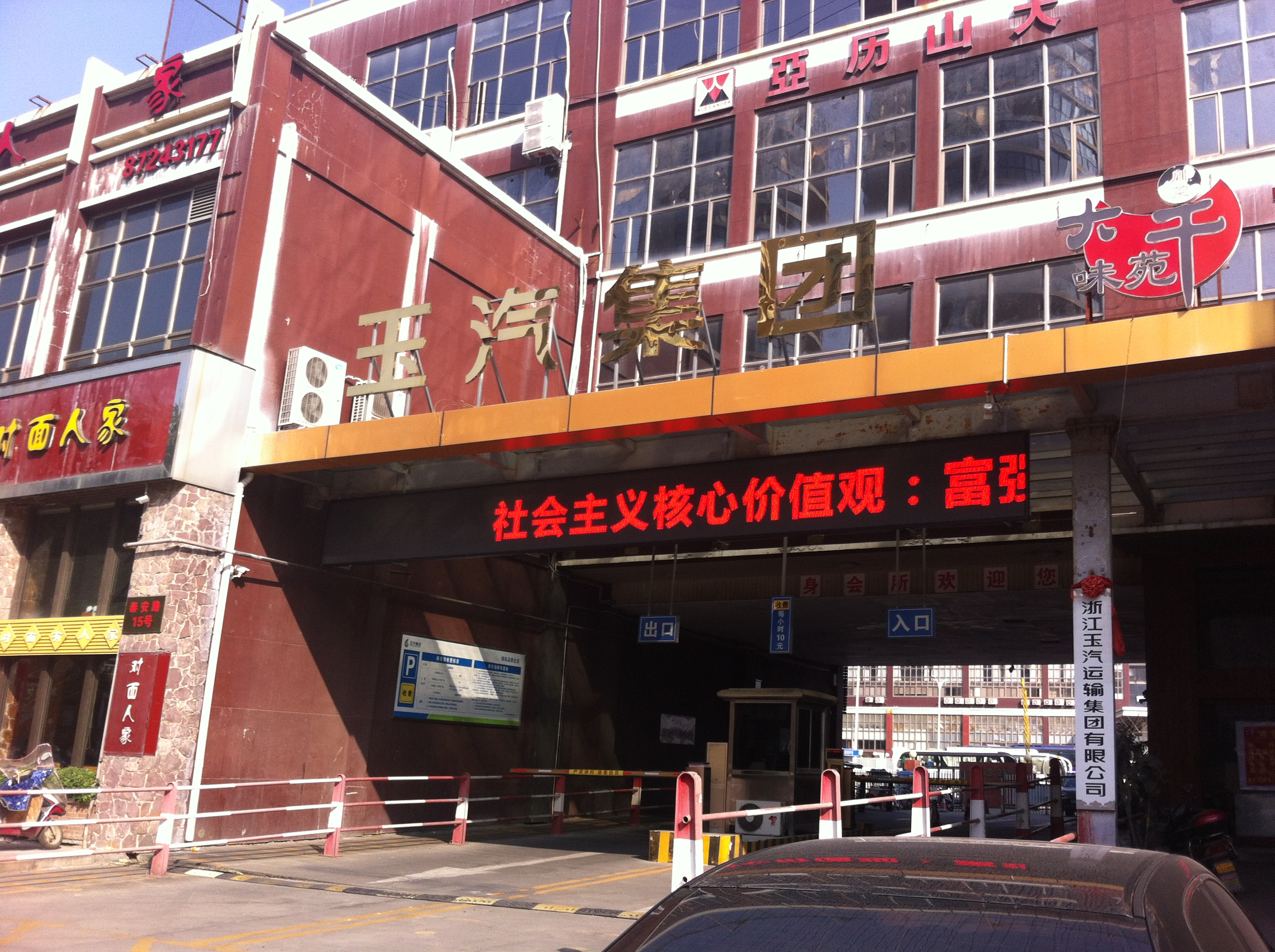
玉汽集团总部
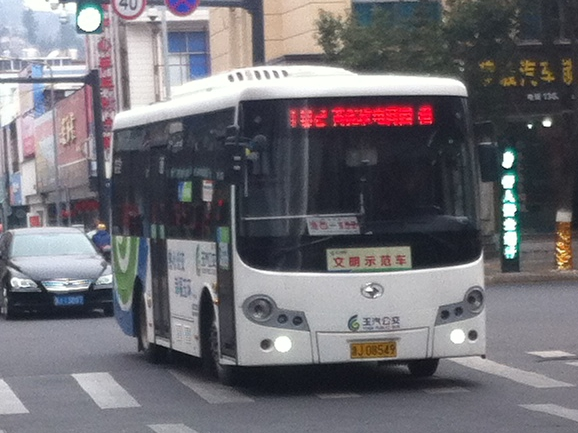
玉汽集团玉汽公交102线